# Никитин, Семён Петрович
Семён Петрович Никитин — советский хозяйственный и государственный деятель, лауреат Государственной премии СССР за выдающиеся достижения в труде.

## Биография
Родился в 1928 году в селе Ивано-Кувалат. Член КПСС.
В 1944—1949 — строитель на восстановлении города Севастополя, в 1949—1957 — рабочий Баймакской геолого-разведочной партии Южно-Уральского геологического управления, в 1957—1972 — металлург, в 1972—1981 — бригадир экипажа Башкирского медно-серного комбината.
За высокую эффективность и качество работы в металлургическом и химическом производстве на основе изыскания и использования внутренних резервов был в составе коллектива удостоен Государственной премии СССР за выдающиеся достижения в труде 1979 года.
Умер в 1981 году в Сибае, похоронен на Старом городском кладбище.

## Награды
- Орден Октябрьской Революции
- Орден Трудового Красного Знамени